# Holbrookia maculata
Holbrookia maculata (мала безвуха ящірка) — вид ігуаноподібних ящірок родини фриносомових (Phrynosomatidae). Мешкає в США і Мексиці.

## Підвиди
Виділяють вісім підвидів:
- Holbrookia maculata bunkeri Smith, 1935;
- Holbrookia maculata campi Schmidt, 1921;
- Holbrookia maculata dickersonae Schmidt, 1921;
- Holbrookia maculata flavilenta Cope, 1883;
- Holbrookia maculata maculata Girard, 1851;
- Holbrookia maculata perspicua Axtell, 1956;
- Holbrookia maculata pulchra Schmidt, 1921;
- Holbrookia maculata ruthveni Smith, 1943.

## Поширення і екологія
Малі безвухі ящірки поширені від півдня Південної Дакоти на південний захід до південно-східної Юти і Аризони та на південь до Халіско і Гуанахуато. Вони живуть в преріях, на луках, порослих травою і чагарниками піщаних пагорбах, на дюнах і берегах річок та у мескітових і сосново-ялівцевих рідколіссях. Зустрічаються на висоті до 2100 м над рівнем моря. Живляться комахами і павуками. Відкладають яйця.